# 美第奇家族 (電視劇)
美第奇家族是意大利和英國合拍的英語時代電視劇，由尼古拉斯·迈耶等人创作。该剧讲述的是15世纪佛罗伦萨的美第奇家族的故事。
该剧的第一季名于2016年10月18日在意大利Rai 1首播。第一季的故事发生在1429年，这一年美第奇家族的领袖乔凡尼·德·美第奇去世。他的儿子科西莫·德·美第奇继承了乔凡尼·德·美第奇的家族事業。 
該劇的第二季于2018年在 Rai 1首播，第二季故事发生在第一季的35年后，讲述的是科西莫·德·美第奇的孙子洛伦佐·德·美第奇的故事。第三季于2019年播出，並且繼續讲述洛伦佐·德·美第奇的故事。